# Jenny Bossard-Biow
Pour les articles homonymes, voir Bossard.
Jenny Bossard-Biow, née le 30 avril 1813 à Breslau en Silésie et morte après 1850, est une photographe allemande, une des premières femmes en Allemagne à réaliser des daguerréotypes.

## Biographie
Johanna Louise Agnes Biow est la plus jeune des enfants du peintre Raphael Biow (de) et de son épouse Rahel (ou Resel), surnommée Rosalie, Scholin, tous deux de confession juive. Son frère, le photographe Hermann Biow est né en 1803 ; sa sœur Bluma Biow, future Berta Marie Elisabeth Zimmerlich, est née le 4 mars 1804. 
En 1836, son père engage un assistant pour son atelier de peinture, Heinrich Boshardt ; on trouve aussi la graphie « Bossard ». À la mort de Raphael Biow en 1836, Heinrich Boshardt reprend son atelier de peinture ; Johanna Biow et Heinrich Boshardt sont déjà mariés.
Le couple a un fils Raphael (de), né en 1839, qui prendra en 1850 le nom du second mari de sa mère, Schlegel ; il s'installera comme photographe en 1863 à Elberfeld près de Wuppertal en Rhénanie-du-Nord-Westphalie. Jenny Biow et son mari se séparent en 1841 ; elle exerce temporairement comme daguerréotypiste itinérante dans le Mecklembourg. Elle travaille comme photographe à partir de 1845 dans l'atelier de son frère Raphael Biow à Hambourg et en assure la direction quand celui-ci voyage. En 1848, elle reprend l'atelier quand son frère ouvre en 1849 un nouveau studio photographique à Dresde.
Jenny Biow épouse en juillet 1850 le photographe Julius Schlegel ; il ouvre en 1858 un atelier photographique à Liberec (Reichenberg en allemand) au nord de la Bohème, avec des succursales à Česká Lípa (Böhmisch-Leipa en allemand) et à Zittau en Saxe.
Jenny Biow n'apparaît plus dans les sources après 1850.

## Postérité

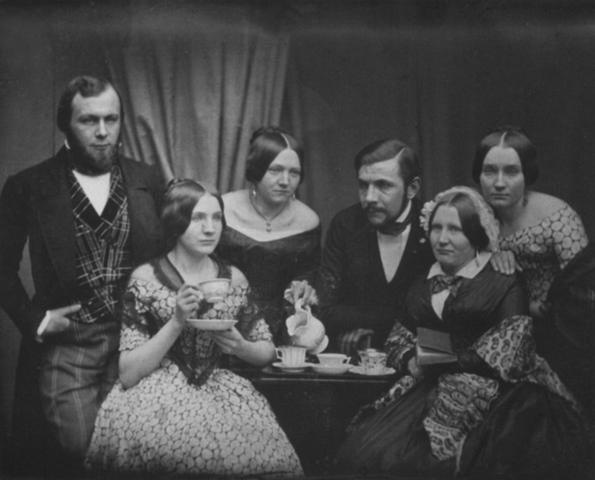
Familie am Kaffeetisch, 1849.

En 2002, un daguerréotype Familie am Kaffeetisch [Famille à la table à café], daté de 1849, avec la signature de Jenny Bossard-Biow au verso, est vendu aux enchères à Cologne pour 10 710 euros,
En 2011, le romancier allemand Guido Dieckmann (de) publie un roman à suspense, Herrin über Licht und Schatten [Maîtresse de lumière et d'ombre], dans lequel il retrace la vie de Jenny et de son frère Hermann sur fond d'intrigues et de meurtres ; l'intrigue est liée à l'incendie qui a détruit Hambourg en 1842.